# Philippe-Louis Gérard
L’abbé Philippe-Louis Gérard est un prêtre réfractaire, auteur d'œuvres morales et philosophiques, né à Paris vers 1731, mort en 1813. 

## Biographie
Il fit ses études au collège de Louis-le-Grand, sous les jésuites, tomba ensuite dans une incrédulité complète, et mena l’existence la plus désordonnée. Par une de ces réactions dont la vie des saints personnages offre de nombreux exemples, le jeune Gérard, vaincu par la misère, désillusionné, revint à la foi, entra dans un séminaire, et fut plus tard nommé chanoine de Saint-Louis du Louvre.

## Œuvres
Le principal ouvrage de l’abbé Gérard est le Comte de Valmont, ou les Égarements de la raison (1774, 3 vol. in-8°). Ce livre, qui est l’histoire dramatique de sa conversion, eut une grande vogue. 
Citons encore de lui : 
- Leçons de l’histoire (1787) ;
- Théorie du bonheur (1801, in-8°) ;
- Esprit du christianisme (1801, in-12) ;
- Essai sur les vrais principes, relativement à nos connaissances les plus importantes (1826, 3 vol. in-8°) ;
- Leçons de la nature (1802-1827, 4 vol. in-12) ;
- Mélanges intéressants (1820, in-12) ;
- Sermons (1816, 4 vol. in-12), etc.